# Pratt & Whitney PW1000G
El Pratt & Whitney PW1000G és una família de motors turboventiladors d'engranatges d'alt índex de derivació. A data de desembre de 2018, es tracta de l'única opció de motor per a l'Airbus A220, el Mitsubishi Regional Jet (MRJ) i els E-Jets de segona generació d'Embraer, així com una de les opcions disponibles per a l'Irkut MC-21 i l'Airbus A320neo. El projecte fou conegut anteriorment com a Geared Turbofan (GTF, 'Turboventilador d'Engranatges') i originalment com a Advanced Technology Fan Integrator (ATFI, 'Integrador de Ventilador de Tecnologia Avançada'). Es preveu que l'ús del motor en avions de nova generació en redueixi el consum de combustible i el soroll a terra. El PW1000G entrà en servei comercial el gener del 2016 amb el primer vol comercial de Lufthansa amb l'Airbus A320neo.